# USS Lexington (CV-2)
Pour les autres navires du même nom, voir USS Lexington.

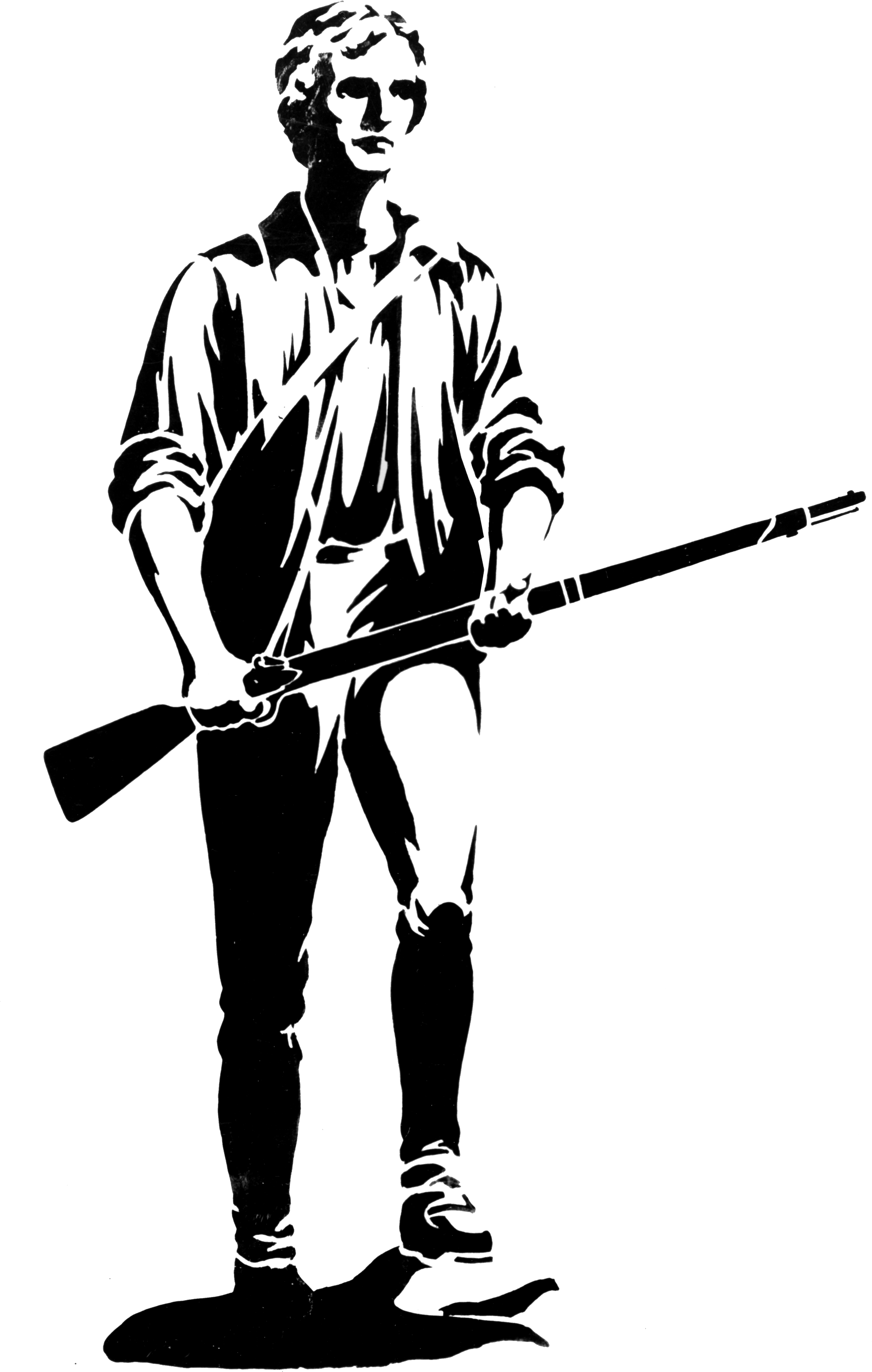
L'insigne du navire

L’USS Lexington (CV-2) est, avec son sister-ship l'USS Saratoga (CV-3), l'un des deux premiers « vrais » porte-avions de la marine américaine (la mention CV pour carrier vessel indique le numéro d'ordre de la coque parmi les porte-avions américains — il permet de distinguer des bâtiments portant successivement le même nom, comme l'USS Lexington (CV-16), mis en service en 1943). Il est le navire de tête de sa classe des Lexington. Ses surnoms étaient Gray Lady ou Lady Lex.

## Histoire

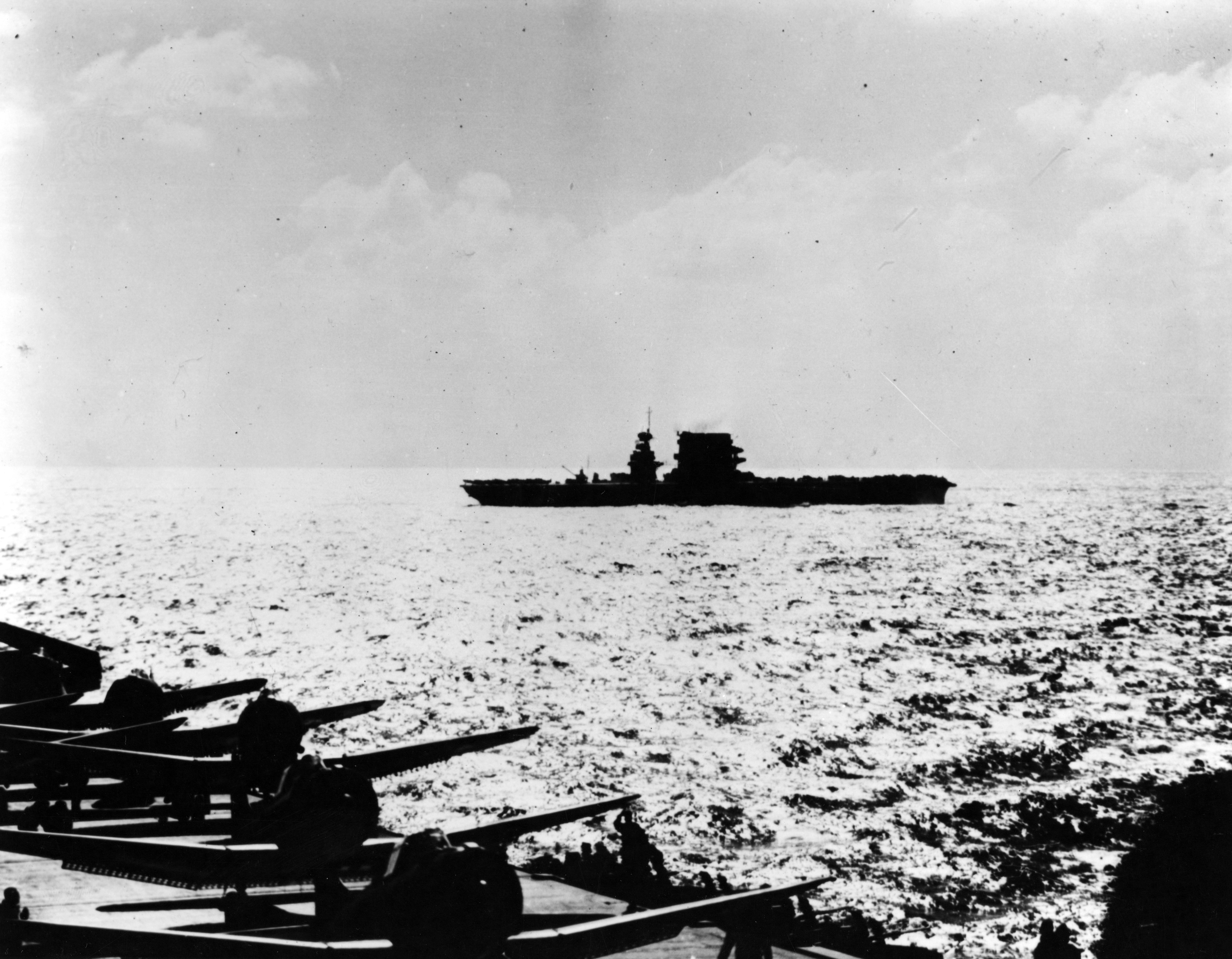
Le Lexington tôt le matin du 8 mai 1942, peu avant le lancement de ses avions durant la bataille de la mer de Corail, vu depuis le.

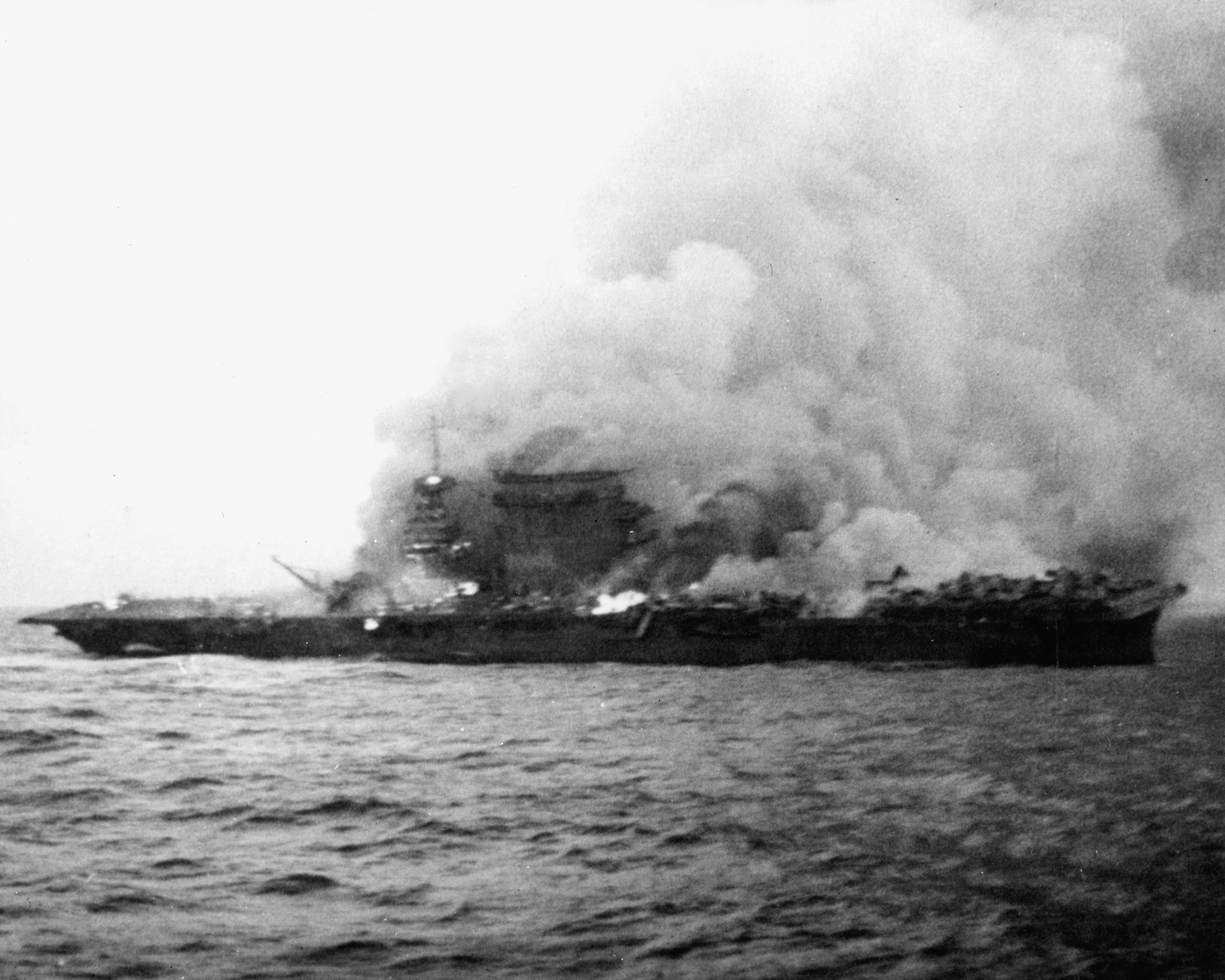
Le Lexington en feu lors de la bataille de la mer de Corail, 8 mai 1942

Initialement conçu comme un croiseur de bataille de la classe de croiseur Lexington, il est transformé en porte-avions lors de sa construction.
Il est mis en service en 1927 et affecté à la flotte du Pacifique.
L'écrivain de science-fiction Robert A. Heinlein (1907-1988) y sert de 1929 à 1932, dans le service des radiocommunications et (à partir de juin 1930) comme adjoint administratif (ou chef du secrétariat ?) du commandant, le capitaine de vaisseau Ernest J. King.
En 1932, les porte-avions Lexington et Saratoga participent à une attaque simulée de Pearl Harbor, et anéantissent les défenses de l'île.
La leçon ne sera pas retenue par l'armée américaine.
Le 30 août 1939 le lieutenant-colonel Thruston B. Clark réalise onze appontages et décollages depuis le pont du Lexington avec un bimoteur Lockheed XJO-2 afin de vérifier la possibilité d'utiliser un avion à train tricycle sur porte-avions.

### Armements
En mars 1942 à Pearl Harbor, les tourelles doubles de 203 mm furent débarquées et remplacées par sept affûts quadruples de 28 mm (1.1-inch). En supplément, 22 affûts simples Oerlikon de 20 mm sont installés, six sur une nouvelle plateforme à la base de la cheminée, 12 dans les positions précédemment occupées par les bateaux de sauvetage sur les côtés de la coque, deux à l'arrière, et une paire sur l'arrière du toit de l'îlot. Lorsque le navire fut coulé en mai 1942, son armement se composait de 12 canons antiaériens de 127 mm, de 12 affûts quadruples de 28 mm, de 22 canons Oerlikon de 20 mm, et d'au moins deux douzaines de mitrailleuses de 12,7 mm.

### Campagnes

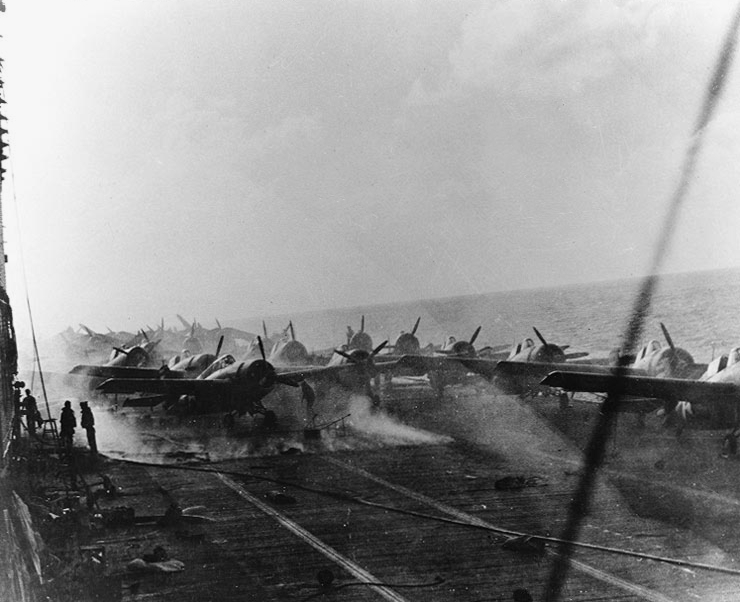
Vue du pont d’envol du Lexington, vers 15h00 le 8 mai 1942. Le groupe aérien du navire est disposé à l’arrière, avec des chasseurs Wildcat au premier plan de la photo. Les bombardiers en piqué Dauntless et les bombardiers-torpilleurs Devastator sont stationnés plus à l’arrière. De la fumée s’élève autour de l’ascenseur arrière en raison des incendies qui ravagent le hangar.

Le Lexington est engagé lors de la bataille de la mer de Corail. Endommagé par les attaques aériennes japonaises de 95 appareils ennemis qui ont fait plus de 200 victimes, dont deux attaques de torpilles, il reprend la route mais explose environ deux heures après l'appontage du dernier appareil rescapé des attaques. En effet, ses conduites et réserves de carburant avaient été si endommagées par les avions nippons qu'elles laissaient leur contenu dangereusement inflammable se répandre en vapeurs : une étincelle suffit à l'enflammer. Les incendies qui se rallument alors endommagent encore plus gravement le Lexington, et mirent 24 heures à être circonscrits par l'équipage. Mais il se trouve si abîmé qu'il est sabordé avec 35 avions à bord par une torpille d'un destroyer américain le 8 mai 1942 à la position géographique 15° 20′ S, 155° 30′ E. 2 735 hommes de l'équipage sont sauvés, et 216 meurent dans le naufrage.

### Découverte de l'épave
Le 4 mars 2018, l'épave du porte-avions est retrouvée par 3 000 m de fond par l'équipe d'exploration du RV Petrel appartenant à Paul Allen . Selon l'équipe, sur les 35 appareils encore à bord au moment de la perte du navire, 11 ont été retrouvés, dont certains sont en parfait état et laissant voir les insignes d'escadrilles ou de victoire sur l'ennemi.

## Dans la culture
L'engagement du Lexington au cours de la guerre du Pacifique est illustré dans le premier album Les Japs attaquent de la série de bande dessinée Buck Danny de Jean-Michel Charlier et Victor Hubinon.